# 조민경 (아나운서)
조민경(1989년 1월 31일 ~ )은 대한민국 대전MBC의 전직 아나운서이다.

## 경력
- 2017년 1월 2일 ~ 2018년 4월 1일 : KBS충주 아나운서
- 2018년 4월 2일 ~ 2024년 10월 24일 : 대전MBC 아나운서

## 과거 진행 프로그램
- KBS충주 : 《KBS 제1라디오 계명산의 아침》 진행
- KBS충주 : 《KBS 제1라디오 오후 3시 뉴스 충주》 진행
- KBS충주 : 《KBS 뉴스7 충주》 앵커
- 대전MBC TV : 《MBC 뉴스콘서트 대전 세종 충남》 진행
- 대전MBC TV : 《5 MBC 뉴스 대전 세종 충남》 진행
- 대전MBC TV : 《크리에이터 성장기 : 독전》 진행
- 대전MBC TV : 《MBC 뉴스투데이 대전 세종 충남》(평일)